# Léon Du Paty

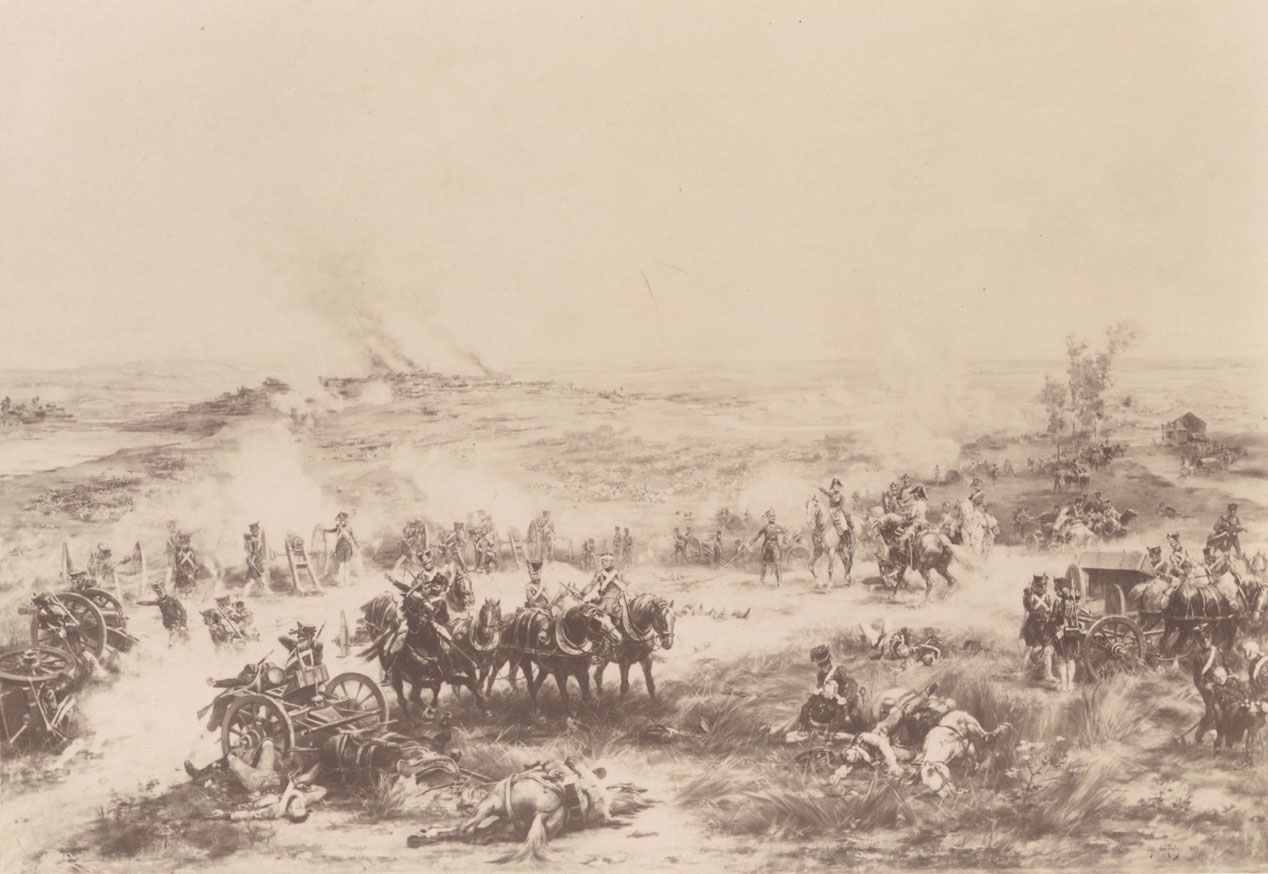
Léon du Paty: Bataille de Friedland, 14 juin 1807

Léon Du Paty, auch Léon Dupaty, (* 5. November 1849 in Paris; † um 1920) war ein französischer Maler.

## Leben
Der 1849 in Paris geborene Léon Du Paty war Schüler des Malers Isidore Pils. Wie sein Lehrer orientierte sich Du Paty am traditionellen Stil der Académie des Beaux-Arts und schuf vor allem Genrebilder mit militärischen Motiven. Im Salon de Paris debütierte er 1869 mit dem Historienbild Les Maures quittant l’Espagne, 1492. Auch in den Folgejahren stellte er regelmäßig im Salon aus und zeigte dort meist Szenen aus dem Deutsch-Französischen Krieg von 1870/71. Beispielsweise stellte er 1873 die Kriegsszene Reconnaissance en avant des forts, pendant le siège de Paris (novembre 1870) aus, zeigte 1874 Tirailleurs en avant! und 1877 Parlementaire. Für das kleine Genrebild En wagon K mit der Darstellung von Frontsoldaten in einem Eisenbahnzug erhielt er 1880 im Salon eine lobende Erwähnung (mention honorable).
Im Schlachtenbild Bataille de Friedland, 14 juin 1807, dass er im Salon von 1887 ausstellte, wandte er sich einem Thema aus der Regierungszeit von Napoleon Bonaparte zu. Ein weiteres Bild aus diesem Themenkreis ist das 1893 entstandene Gemälde Graves nouvelles, armée de l’Est, 1871. Zudem arbeitete er in den 1880er Jahren als Atelierleiter bei Théophile Poilpot (1848–1915), einem Maler der sich auf großformatige Panoramabilder spezialisiert hatte. Darüber hinaus arbeitete Du Paty als Zeichner für verschiedene Zeitungen und lieferte Illustrationen für verschiedene Buchausgaben, beispielsweise für die Romane La jeune armée von Jules Richard oder Le jardin de Mlle Jeanne von Émile Desbeaux.
Léon Du Paty war mit dem Maler Édouard Manet befreundet, der 1879 ein Pastellbildnis seiner Frau schuf. Du Paty gehörte seit 1893 der Société des Artistes Français an.